# Danielle Cormack

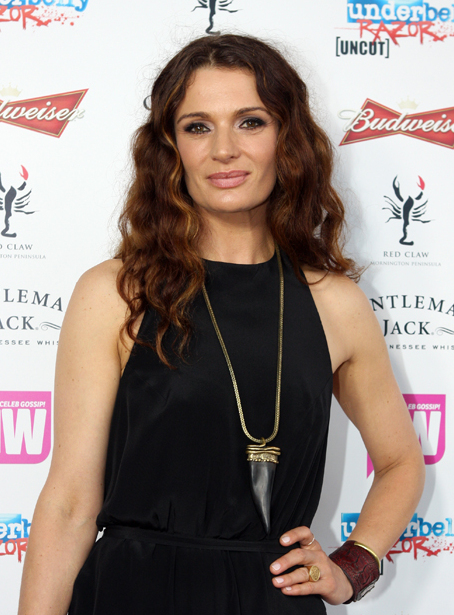
Danielle Cormack, 2011

Danielle Cormack (* 26. Dezember 1970 in Auckland) ist eine neuseeländische Schauspielerin.

## Wirken
Cormacks schauspielerische Arbeit umfasst seit den 1980er Jahren zahlreiche Rollen auf der Theaterbühne, im Fernsehen als auch im Filmbereich. So gehörte sie zum ursprünglichen Cast der langjährigen Soap-Serie Shortland Street, wo sie die Rolle der Alison Raynor spielte. Andere bekannte Fernsehrollen von Danielle Cormack sind die der Amazone Ephiny in Xena – Die Kriegerprinzessin, der Cynthia Ross in The Cult sowie der Hexe Shota in Legend of the Seeker – Das Schwert der Wahrheit. Weitere Rollen hatte sie 2009 in dem neuseeländischen Filmdrama Separation City sowie 2013 in der australischen Dramaserie Wentworth, in welcher sie die Hauptrolle spielte.

## Privates
Danielle Cormack hat zwei Söhne. Ihr erster Sohn wurde 1996 geboren und stammt aus ihrer früheren Beziehung mit Hayden Anderson. Mit ihrem Schauspielerkollegen Pana Hema Taylor hat sie einen weiteren Sohn, welcher 2010 geboren wurde.

## Filmografie
- 1987–1989: Gloss (Fernsehserie, 2 Folgen)
- 1992–2017: Shortland Street (Fernsehserie, 56 Folgen)
- 1993: Snap (Kurzfilm)
- 1993: A Game with No Rules (Kurzfilm)
- 1994: The Last Tattoo
- 1994–1995: High Tide (Fernsehserie, 2 Folgen)
- 1995: The Call Up (Fernsehfilm)
- 1995: Overnight (Fernsehfilm)
- 1995–2001: Xena – Die Kriegerprinzessin (Fernsehserie, 9 Folgen)
- 1997: Topless Women Talk About Their Lives
- 1997–1999: Hercules (Fernsehserie, 3 Folgen)
- 1998: Via Satellite
- 1999: Siam Sunset
- 1999: Channelling Baby
- 2000: The Price of Milk
- 2000: Jack of All Trades (Fernsehserie, Folge 2x01 A Horse of a Different Color)
- 2000: Cleopatra 2525 (Fernsehserie, 3 Folgen)
- 2004: Maiden Voyage – Jungfernfahrt in den Tod (Maiden Voyage, Fernsehfilm)
- 2004: Trouble ohne Paddel
- 2004: Stringer
- 2004: Together (Kurzfilm)
- 2005: The Pool (Kurzfilm)
- 2005: River Queen
- 2006: Mirage (Kurzfilm)
- 2006: Cross My Heart (Kurzfilm)
- 2006: Maddigan’s Quest (Fernsehserie, 10 Folgen)
- 2007: Rude Awakenings (Fernsehserie, 11 Folgen)
- 2008: A Song of Good
- 2008: City Homicide (Fernsehserie, Folge 2x04 Taniwha)
- 2008: The Strip (Fernsehserie, 3 Folgen)
- 2008–2010: Legend of the Seeker – Das Schwert der Wahrheit (Legend of the Seeker, Fernsehserie, 6 Folgen)
- 2009: Separation City – Stadt der Untreuen (Separation City)
- 2009: The Cult (Fernsehserie, 13 Folgen)
- 2009–2013: Buzzy Bee and Friends (Fernsehserie, 64 Folgen, Stimme)
- 2010: Forever New Zealand (Fernsehfilm)
- 2010–2016: Rake (Fernsehserie, 28 Folgen)
- 2011: East West 101 (Fernsehserie, 3 Folgen)
- 2011: Underbelly: Razor (Fernsehserie, 13 Folgen)
- 2012: Miss Fishers mysteriöse Mordfälle (Miss Fisher’s Murder Mysteries, Fernsehserie, Folge 1x09 Queen of the Flowers)
- 2013–2016: Wentworth (Fernsehserie, 46 Folgen)
- 2016: Deep Water (Miniserie, 4 Folgen)
- 2016: Stake Out (Fernsehserie, Folge 2x06 Hijacking Hijinks)
- 2018: Patricia Moore (Fernsehserie, 9 Folgen)
- 2018: Jack Irish (Fernsehserie, 5 Folgen)
- 2019: My Life Is Murder (Fernsehserie, Folge 1x02 The Locked Room)
- 2019: Secret City (Fernsehserie, 6 Folgen)
- 2019: Fresh Eggs (Fernsehserie, 6 Folgen)
- 2022: The Secrets She Keeps (Fernsehserie, 6 Folgen)
- 2023: Year Of (Fernsehserie, 9 Folgen)
- 2023: Erotic Stories (Fernsehserie, Folge 1x02 The Deluge)
- 2024: Madam (Fernsehserie)